# Василёво (Ростовский район)
Василёво — деревня Ростовского района Ярославской области, входит в состав сельского поселения Ишня. 

## География
Расположена на берегу реки Устье в 16 км на север от Ростова. 

## История
В конце XIX — начале XX сельцо Василево являлось центром Савинской волости Ростовского уезда Ярославской губернии. 
С 1929 года деревня входила в состав Савинского сельсовета Ростовского района, с 2005 года — в составе сельского поселения Ишня.

## Население
| 1859 | 2007 | 2010 |
| ---- | ---- | ---- |
| 214  | ↘157 | ↘140 |